# ان‌جی‌سی ۲۷۶
ان‌جی‌سی ۲۷۶ (انگلیسی: NGC 276) نام یک کهکشان در صورت فلکی نهنگ است.